# Seán Mac Éil
Seán Mac Éil (en anglès: John MacHale; Tubbernavine, Comtat Mayo, Irlanda, 6 de març de 1789 – Tuam, Comtat Galway, Irlanda, 7 novembre de 1881) fou l'arquebisbe catòlic irlandès de Tuam, i un nacionalista irlandès. Va treballar i va escriure per assegurar l'emancipació catòlica, la independència legislativa, justícia pels arrendataris i els pobres. Va predicar regularment als seus feligresos en irlandès i "gairebé sol entre els bisbes va defensar l'ús de l'irlandès pel clergat catòlic." Entre les seves obres hi ha un tractat sobre les proves del catolicisme i traduccions en irlandès de les melodies de Moore i part de la Bíblia i de la Ilíada. Va compilar un catecisme de llengua irlandesa i un llibre d'oració. A més, va fer traduccions a l'irlandès dels himnes llatins Dies irae i Stabat Mater.